# Lyonsia celeste
Lyonsia celeste is een tweekleppigensoort uit de familie van de Lyonsiidae. De wetenschappelijke naam van de soort is voor het eerst geldig gepubliceerd in 2013 door Pimenta & Oliveira.